# Chlorophorus durvillei
Chlorophorus durvillei es una especie de escarabajo longicornio del género Chlorophorus. Fue descrita científicamente por Castelnau & Gory en 1841.
Se distribuye por Australia. Mide 7,8 milímetros de longitud.